# Normativa reintegracionista del idioma gallego
La normativa reintegracionista del idioma gallego, también conocida como lusista o internacional, es la normativa ortográfica y morfológica del gallego convergente con la usada en el portugués de Portugal y en el portugués de Brasil. El movimiento que las promueve y apoya se denomina reintegracionismo, y dentro del mismo destaca el trabajo realizado por la AGAL y su Comissom Lingüística en materia de normativización.
Esta normativa nació de manera oficial en 1983 con la publicación del Estudo Crítico, obra en que la AGAL analizaba las Normas ortográficas e morfolóxicas do idioma galego creadas por la RAG y el ILG, estableciendo asimismo su propia norma. En la actualidad, después de actualizaciones derivadas del Acuerdo ortográfico de la lengua portuguesa de 1990, la normativa está condensada en la obra Ortografia Galega Moderna confluente com o Português no mundo.

## Antecedentes
El conflicto ortográfico gallego se remonta varios siglos en el tiempo. Desde el Rexurdimento han existido dos corrientes con respecto a la ortografía que debería usar esta lengua. Una de ellas, la denominada etimologicista, buscaba una ortografía más cercana a la etimología, usando por ejemplo las grafías J y GE/GI junto a X para representar el fonema fricativo palatal sordo, /ʃ/. La otra de ellas, denominada foneticista, buscaba una ortografía más simple y cercana a la pronunciación, usando por ejemplo solo X para dicho fonema.
Al conflicto ortográfico hay que sumarle el conflicto identitario del gallego en relación con el portugués. Autores como Benito Jerónimo Feijoo manifestaron ya durante el siglo XVII que el gallego debía entenderse como lengua indistinta de la portuguesa por ser poquísimas las voces en que discrepan, y la pronunciación de las letras en todo semejante.

## La normativa oficial del idioma gallego
Después de siglos sin una ortografía estable para representar el gallego, la llegada de la democracia y de la autonomía de Galicia en 1978 supuso un punto de inflexión. El Estatuto de autonomía de Galicia de 1981 establecía el gallego como lengua oficial, y ello requería una norma sólida para enseñarse en la educación y usarse por los poderes públicos. En un principio, la labor normativa estaba en manos de la Comisión Lingüística de la Junta, presidida por Carvalho Calero, que promovía unas normas de consenso partiendo de una orientación convergente con el portugués. Sin embargo, finalmente sería el llamado Decreto Filgueira el que fijaría como oficiales las normas creadas por el ILG y secundadas por la RAG, condensadas en un documento llamado Normas ortográficas e morfolóxicas do idioma galego. Nace de este modo la normativa oficial del idioma gallego.

## Lanorma AGALy su posterior evolución
En respuesta a las Normas ortográficas e morfolóxicas do idioma galego, la Comissom Linguística da AGAL lanza en 1983 el Estudo Crítico, una obra detallada en la que analiza de manera crítica los principales puntos de esa normativa. Además de la crítica, la obra establece también la propia propuesta normativa de la AGAL, fuertemente convergente con la del portugués, con excepción de ciertos rasgos como el uso de la virgulilla (~). Estas normas se desarrollarían más adelante en el Prontuário Ortográfico Galego (1985) y el Guia Prático de Verbos Galegos Conjugados (1989), culminando en 1989 con la publicación de una segunda edición revisada y ampliada del Estudo Crítico. Posteriormente, esta norma sufriría pequeños cambios, como la inclusión de la virgulilla de manera optativa o la reducción de los grupos -cc- e -ct-, con el objetivo de converger con el Acuerdo ortográfico de la lengua portuguesa de 1990.
No obstante, dentro del movimiento reintegracionista todavía existía una dualidad interna. Algunas personas optaban por ir más allá de la norma de la AGAL (camiom, dixo...) y usaban en la lengua escrita la norma del portugués de Portugal (camião, disse...). Esto llegó a provocar bastante tensión dentro del movimiento, lo que daría lugar a la llamada confluência normativa en 2016. A partir de ese momento, una única normativa reúne todos los usos del reintegracionismo, dando varias opciones dobles sin mostrar preferencia por ninguna. Así, la normativa pasa a ser más descriptiva que prescriptiva, permitiendo que sea el uso de la gente el que acabe consolidando las opciones preferentes. Esta nueva normativa, vigente en la actualidad, puede encontrarse en la obra Ortografia Galega Moderna confluente com o Português no mundo.

## Principales diferencias entre la normativa reintegracionista y la oficial
Aunque en la lengua oral ambas normativas son prácticamente idénticas, en la lengua escrita las diferencias son muchas y visibles. Seguidamente se resumen algunas de las diferencias más destacadas:
- -M: El fonema nasal velar, /ŋ/, en final de palabra se representa como -m, en lugar de la -n que usa la normativa oficial. Ej.: som, fim, comum.
- J, GE/GI y X: El fonema fricativo palatal sordo, /ʃ/, es representado como J, GE/GI o X según la etimología. La normativa oficial usa tan solo X en todos los casos. Ej.: jeito, gente, gigante, caixa.
- NH y LH: Representan respectivamente el fonema palatal nasal, /ɲ/, y el lateral palatal, /ʎ/. En el caso de la normativa oficial, estos sonidos se representan como Ñ y LL. Ej.: minhoca, coelho.
- Ç, CE/CI y Z: Representan el fonema fricativo dental sordo, /θ/, en hablantes thetacistas o el fonema fricativo alveolar sordo, /s/, en hablantes seseantes. La principal diferencia redica en que la normativa reintegracionista diferencia dos secuencias en función de la etimología (ça, ce, ci, ço, çu y za, ze, zi, zo, zu) mientras que la normativa oficial simplifica ambas en una sola (za, ce, ci, zo, zu), a semejanza del castellano. Cuando se encuentra en coda silábica, las dos normativas usan siempre la Z. Ej.: força, centro, cinco, corço, açúcar, beleza, fazer, produzir, juízo, azul, feliz.
- S/SS: Representan el fonema fricativo alveolar sordo, /s/, tanto en zonas de thetacismo como de seseo. En la normativa oficial es usado tan solo S. Ej.: sentir, passar.

## Resumen de las principales reglas de la normativa reintegracionista

### Alfabeto
De acuerdo con esta normativa, el alfabeto del gallego estaría compuesto por 26 letras (letra y nombre de letra según la ortografía reintegracionista):
|   | Nombre    |
| - | --------- |
| a | á         |
| b | bê        |
| c | cê        |
| d | dê        |
| e | é         |
| f | efe       |
| g | gê o guê  |
| h | agá       |
| i | i         |
| j | jota      |
| k | capa o cá |
| l | ele       |
| m | eme       |
| n | ene       |
| o | ó         |
| p | pê        |
| q | quê       |
| r | erre      |
| s | esse      |
| t | tê        |
| u | u         |
| v | vê        |
| w | vê dobre  |
| x | xis       |
| y | ípsilon   |
| z | zê        |

Además, se usan la ç (que no se considera letra aparte) y los dígrafos rr (erre duplo), ss (esse duplo), ch (cê-agá), mh (eme-agá), lh (ele-agá), nh (ene-agá) y qu (quê-u). 
Las letras k, w y y se usan en topónimos y antropónimos procedentes de otras lenguas, así como en siglas, símbolos y palabras adoptadas como unidades de medida.
El alfabeto propuesto es uno de los elementos de divergencia más significativo respecto a la normativa oficial, puesto que suprimen letras como la 'ñ' (sustituida por 'nh') o el dígrafo 'll' (sustituido por el dígrafo 'lh').

### Uso denhylh
- Se utilizan los dígrafos lh y nh. Por ejemplo Alhariz, milho, molhar, A Corunha, lenha, venham...

### Uso demymh
- La consonante nasal a final de palabra se escribe siempre m. Por ejemplo bom, imám, polem...
- El dígrafo mh se escribe en las palabras umha, algumha, nengumha, en sus respectivos plurales y en sus contracciones.

### Terminaciones en-çom,-som,-tomy-xom
- Se utilizan las terminaciones -çom, -som, -tom y -xom, excepto la palabra ocasiom. Por ejemplo naçom, ilusom, questom, reflexom...

### El diptongoui
- Se utiliza -ui- excepto en la palabra coita. Por ejemplo cuitelo, muito, fruita...

### Uso de lah
- No hay h en el interior de una palabra. Por ejemplo aí, baía, proibir...

### Uso de laçy de laz
Uso de la ç
- Se usa la ç antes de a, o o u, y después de l, n o r, excepto en anzol, bonzo, cinza y zarzuela. Por ejemplo força, maçã, calçar...
- En las terminaciones -aça/o/ar, -oça/o/ar y -uça/o/ar, excepto prazo, bazar y gozo. Por ejemplo raça, moço, bouça...
- En las terminaciones -iça/o, excepto baliza, Galiza y juizo. Por ejemplo justiça, chouriço...
- En las terminaciones -açal, -çom, excepto razom y sazom. Por ejemplo lamaçal, acçom...

Uso de la z
- Se usa la z en los comienzos de palabra za-, zo- y zu-, excepto çanja y çoca/o. Por ejemplo zona, zunir, zoar...
- En las terminaciones -azám, -zinha, zinho. Por ejemplo folgazám, cozinha...
- En las terminaciones -eza, excepto cabeça y peça. Por ejemplo agudeza, beleza...
- En las terminaciones -izar, excepto içar y esbranquiçar. Por ejemplo neutralizar, realizar...
- En las terminaciones -zir, excepto ressarcir. Por ejemplo conduzir, luzir...

### Acentuación

#### Acento gráfico
A diferencia de la normativa oficial, que sólo prescribe el uso del acento gráfico agudo (´), la ortografía reintegracionista utiliza otros dos tipos adicionales de acento gráfico: el grave (`) y el circunflejo (^).
El acento agudo (´) marca la sílaba tónica si la vocal es a, i, u, e abierta u o abierta. El acento circunflejo (^) marca la sílaba tónica si la vocal es e cerrada u o cerrada y el acento grave (`) sólo se emplea de modo etimológico en algunas contracciones de la preposición a, como à o às.
El uso de la tilde en algunas palabras sobre las vocales a y o es opcional.

#### Palabras agudas
Se acentúan todas las palabras agudas que terminen en:
-e(+m, s, ns)

-a(+m, ns, s)

-o(+s)

Por ejemplo:
alemám, alô, avós...

#### Palabras graves
Se acentúan las palabras graves que no terminen en:
-e(+m, s, ns)

-a(+m, ns, s)

-o(+s)

Por ejemplo:
táxi, açúcar...

#### Palabras esdrújulas
Las palabras esdrújulas son las palabras cuya sílaba tónica es la antepenúltima, y siempre llevan acento gráfico:
lôstrego, sábado, tónico…
También se consideran palabras esdrújulas las terminadas en consonante + diptongo creciente átono, por ejemplo:
ciência, glória, língua…

#### Monosílabos
Se acentúan los monosílabos terminados en:
-a(s)

-e(s)

-o(s)

#### Otros casos
También se acentúan las i y u tónicas formando sílaba solas o con s, por ejemplo:
egoísta, miúdo, moínho.
Y los diptongos con vocal tónica media abierta:
anéis, fieis, anzóis...

### Pronombres

#### Personales
Los pronombres personales son los siguientes:
| Número   | Persona | Sujeto               | Formas oblicuas      | Formas oblicuas      | Formas oblicuas | Formas oblicuas |
| Número   | Persona | Sujeto               | Libres               | Libres               | Unidas          | Unidas          |
| Número   | Persona | Sujeto               | No refl.             | Refl.                | No refl.        | Refl.           |
| -------- | ------- | -------------------- | -------------------- | -------------------- | --------------- | --------------- |
| Singular | 1.ª     | eu                   | mim                  | mim                  | comigo          | comigo          |
| Singular | 2.ª     | ti / tu              | ti / tu              | ti / tu              | contigo         | contigo         |
| Singular | 3.ª     | ele, ela             | ele, ela             | si                   | —               | consigo         |
| Plural   | 1.ª     | nós / nosoutros, -as | nós / nosoutros, -as | nós / nosoutros, -as | connosco        | connosco        |
| Plural   | 2.ª     | vós / vosoutros, -as | vós / vosoutros, -as | vós / vosoutros, -as | convosco        | convosco        |
| Plural   | 3.ª     | eles, elas           | eles, elas           | si                   | —               | consigo         |

En castellano, los pronombres anteriormente mencionados serían los siguientes:
- Eu - yo
- Ti / tu - tú
- Ele, ela - él, ella
- Nós, nosoutros/as - nosotros, nosotras
- Vós, vosoutros/as - vosotros, vosotras
- Eles, elas - ellos, ellas

Para la tercera persona existía anteriormente una forma neutra elo o ilo, inexistente en el gallego moderno.
En la primera y segunda persona del plural se utilizan como formas no marcadas, por lo tanto válidas en todos los contextos, nós y vós. Al lado de ellas existe también nosoutros, nosoutras y vosoutros, vosoutras, aun con un significado específico, opuesto al de los otros, que desde su origen se mantienen aun en grandes zonas del territorio lingüístico gallego. Nosoutros y vosoutros concretan un grupo, establecido en el contexto o conocido por el interlocutor, dejando fuera de ese plural a todos los que no pertenezcan a él. Nós y vós, que no establecen ninguna delimitación en cuando a los demás (nós y vós son demográficamente y geográficamente mayoritarias).

### Signos de interrogación y admiración
Es obligatorio escribir signo de exclamación o interrogación solamente al final de la frase, por medio de los signos ! y ?, respectivamente:
Por que nom lho perguntas tu?, Vaia, Tomé, por que nom calas?, Vai-che boa!, Mira que nom o fagas!
- Hola: Olá
- Buenos días: Bom dia
- Buenas tardes: Boa tarde
- Buenas noches: Boa noite
- Adiós: Adeus o Abur
- ¡Hasta otra!: Deica outra!
- ¡Hasta luego!: Deica logo!
- Por favor:  Por favor
- ¿Qué tal?: Todo bem? o Tudo bem?
- Bien, ¿y tú?: Bem, e ti?
- Gracias, muchas gracias: Graças, muitas graças o Obrigado/a, muito obrigado/a
- Perdón, lo siento: Perdoa, sinto-o